# Nimble Giant Entertainment
Nimble Giant Entertainment, SA (раніше відома як NGD Studios) — аргентинський розробник і видавець відеоігор зі штаб-квартирою в Буенос-Айресі. В 2020 року компанію придбали Saber Interactive.

## Історія
Студія почала свою роботу зі створення гри для конструкторського набору під назвою Mis Ladrillos, який по своєму функціоналу схожий з конструкторами Lego.
У 2004 році Nimble Giant відкрили окремий підрозділ для розробки мобільних ігор для відомого бренду Axe, що належав транснаціональній компанії GlobalFun. Після випуску кількох успішних ігор, в 2007 році, GlobalFun викупили у студії їх мобільний підрозділ.
Наразі компанія продовжує підтримку MMORPG Regnum Online, яка перебувала в розробці протягом п’яти років і була випущена у травні 2007 року. Спочатку призначену для іспаномовного ринку, гру з часом було вдосконалено і розширено на інші регіони. Однак останнім часом гра зазнає труднощів у підтримці необхідної кількості гравців і зменшила кількість своїх міжнародних серверів.
У 2011 році студія випустила гру під назвою Bunch of Heroes, створену за допомогою оновленої версії власного рушія студії, NG3D 2.0, а в 2013 році вони змінили назву Regnum Online на Champions of Regnum. У 2012 році разом з Cartoon Network студія брала участь у розробці гри під назвою Maldark: Conqueror of Worlds.
Наприкінці 2016 року NGD Studios придбали компанію Red Katana засновану в 2010 році, завдяки чому її засновник Мартін Као замінив Андреса Чілковскі на посаді генерального директора.
У травні 2019 року NGD Studios змінили назву на Nimble Giant Entertainment після найму колишнього виконавчого директора Rockstar Games Джеронімо Баррери на посаду віце-президента з розробки продукту. Однак він покинув студію в червні 2020 року.
У листопаді 2020 року Embracer Group оголосили про придбання компанії через Saber Interactive, яка стала їх материнською компанією. Nimble Giant продовжує співпрацю з Paradox Interactive над розробкою Star Trek: Infinite, грандіозної стратегічної відеогри у всесвіті Star Trek.
У березні 2024 року Saber Interactive була продана новій, заснованій Метью Карчем компанії, Beacon Interactive. Разом із Saber в угоду увійшли їхні численні студії, включно з Nimble Giant Entertainment.

## Розроблені відеоігри
| Рік  | Назва                                                            | Платформи                                                   | Видавець                   | Примітки                              | Дж.    |
| ---- | ---------------------------------------------------------------- | ----------------------------------------------------------- | -------------------------- | ------------------------------------- | ------ |
| 2002 | Mis Ladrillos Interactivo                                        | Microsoft Windows                                           | Mis Ladrillos              |                                       | [ 15 ] |
| 2003 | Mis Ladrillos Interactivo: El Misterio de los Ladrillos Maestros | Microsoft Windows                                           | Mis Ladrillos              |                                       | [ 15 ] |
| 2004 | Absolute Puzzle                                                  | J2ME                                                        | GlobalFun                  |                                       | [ 15 ] |
| 2004 | Clear Out                                                        | J2ME                                                        | GlobalFun                  |                                       | [ 15 ] |
| 2004 | Axe - Marcales el Camino                                         | J2ME                                                        | GlobalFun                  |                                       | [ 15 ] |
| 2005 | Billy the Kid: Wanted                                            | J2ME                                                        | GlobalFun                  |                                       | [ 15 ] |
| 2006 | Great Legends: Billy the Kid II                                  | J2ME                                                        | GlobalFun                  |                                       | [ 15 ] |
| 2006 | Absolute Puzzle Split                                            | J2ME                                                        | GlobalFun                  |                                       | [ 15 ] |
| 2007 | Great Legends: Vikings                                           | J2ME                                                        | GlobalFun                  |                                       | [ 15 ] |
| 2008 | Axe - Tetris                                                     | J2ME                                                        | GlobalFun                  |                                       | [ 15 ] |
| 2009 | Absolute Puzzle Deluxe                                           | J2ME                                                        | GlobalFun                  |                                       | [ 15 ] |
| 2011 | Bunch of Heroes                                                  | Microsoft Windows                                           | Nimble Giant Entertainment |                                       | [ 16 ] |
| 2011 | Realms Online                                                    | MacOS, Microsoft Windows                                    | Nimble Giant Entertainment |                                       | [ 15 ] |
| 2012 | Maldark: Conqueror of Worlds                                     | Microsoft Windows                                           | Cartoon Network Games      |                                       | [ 15 ] |
| 2013 | Champions of Regnum                                              | Linux, MacOS, Microsoft Windows                             | Nimble Giant Entertainment |                                       | [ 5 ]  |
| 2014 | Adventure Time: Finn & Jake's Epic Quest                         | Microsoft Windows                                           | Cartoon Network Games      |                                       | [ 17 ] |
| 2016 | Master of Orion: Conquer the Stars                               | Linux, MacOS, Microsoft Windows                             | Wargaming                  |                                       | [ 18 ] |
| 2019 | Drone Strike Force                                               | Microsoft Windows                                           | Odisi Games                |                                       | [ 19 ] |
| 2020 | Quantum League                                                   | Microsoft Windows, PlayStation 4, Xbox One, Nintendo Switch | Nimble Giant Entertainment |                                       | [ 20 ] |
| 2020 | Rocket Arena                                                     | PlayStation 4, Xbox One, Microsoft Windows                  | Electronic Arts            | розроблено разом з First Strike Games | [ 15 ] |
| 2021 | Hellbound                                                        | Microsoft Windows                                           | Nimble Giant Entertainment | розроблено Saibot Studios             | [ 21 ] |
| 2023 | Star Trek: Infinite                                              | Microsoft Windows, macOS                                    | Paradox Interactive        |                                       | [ 22 ] |